# Остров летнего лагеря
Остров Летнего Лагеря (англ. Summer Camp Island) — американский телевизионный мультсериал, автором сценария является Джулия Потт, бывший сценарист и мультипликатор сериала Время Приключений. Изначально сериал планировалось выпустить в январе 2017 года. Пилотная серия демонстрировались на кинофестивале Сандэнс.
Открывающую тему — «Summer Camp Island» исполнили Уна Лоуренс и для некоторых серий Сео Ким.
Премьера первого сезона из 20 серий состоялась 7 июля 2018 года в рамках 48-ми часового марафона на телеканале Cartoon Network. Аудитория сериала колебалась в пределах 0,3 — 0,5 миллионов человек. Второй сезон из 20 серий начался  23 июня 2019 года. В ходе San Diego Comic-Con 2019 Джулия Потт подтвердила продление сериала на третий сезон. Четвёртый сезон состоялся 17 июня 2021 года, а пятый сезон 9 декабря этого года. 6 (финальный) сезон состоялся 31 июля 2023 года на Cartoon Network, а в августе 2022 года HBO Max выкинул 36 обычных и 20 оригинальных сериалов, включая этого мульта.
8 октября 2022 года на Cartoon Network вышел кроссовер на хеллоуин по We Baby Bears

## Описание
Оскар отправляется на лето в летний детский лагерь на острове. Однако остров оказывается волшебным, населённым ведьмами, волшебными монстрами, йети, привидениями, единорогами, говорящими животными и одушевлёнными вещами. Оскар привыкает к новой обстановке вместе со своей лучшей подругой — Ежинкой. Вместе они исследуют чудеса острова и должны противостоять компании ведьм, которые любят задирать и издеваться над жителями летнего лагеря.

## Список персонажей

### Главные
- Оскар Пельтцер (Элиот Смит (серии 1-38); Ашер Бишоп (серии 39-далее); в русском дубляже — Татьяна Шитова) — главный герой, антропоморфное млекопитающее семейства слоновых и лучший друг Ежинки. Ведёт себя неловко перед другими персонажами, но полон решимости, если ему надо помочь своим друзьям. Также обожает рукоделие. Ему 11 лет, как и Ежинке.
- Ежинка (Уна Лоуренс; в русском дубляже — Элиза Мартиросова) — главная героиня, подруга Оскара и антропоморфная ежиха. Она очень умная, рассудительная и добрая. Помогает Оскару справится со своими комплексами и пытается превзойти Сьюзи. Становится вервольфом(оборотнем), позже — ведьмой. Ей 11 лет, как и Оскару.
- Сьюзи МакКалистер (Джулия Потт; в русском дубляже — Полина Щербакова) — противник главного героя, антропоморфная кошка, ведьма и главная вожатая летнего лагеря. Она строгая, любит задирать. Время от времени издевается над жителями летнего лагеря и сеет там хаос. Из-за её дурного характера никто не хочет с ней дружить. Сьюзи, не показывая это остальным, страдает от одиночества. Хотя она выглядит на 15 лет, на деле ей уже больше 100 лет.
- Элис Фефферман (Шарлин И;); в русском дубляже — Анастасия Лапина) антропоморфная мамонтиха, ведьма и одна из вожатых лагеря. Правая рука Сюзи, но не такая злая, как она. Тем не менее, любит командовать остальными. Она самая могущественная среди ведьм. Ей 15 лет.
- Бетси Спеллман (Никки Кастилло; в русском дубляже — Анна Киселёва) — антропоморфная пони, ведьма и одна из вожатых лагеря. Самая добрая из ведьм. Иногда не находит общего языка с Сюзи. Она вервольф и держит это в тайне от остальных. Ей 15 лет.
- Макс (Роман Гамильтон; в русском дубляже — Анастасия Лапина) — антропоморфная летучая мышь. Весёлый и активный ребёнок. Иногда проводит время с Оскаром и Ежинкой. Его хобби это спорт, а также он обожает смотреть иностранное кино. Из-за своей кепки, которую он носит задом наперёд, все думают, что он крутой. У него нет особых чувств к Ежинке. Ему 11 лет.

### Второстепенные
- Пеппер Корн (Сэм Лавагнино; в русском дубляже — Ольга Шорохова) — антропоморфная панда. Боится всего и прячется под своим одеялком. Ему 9 лет как и Люси.
- Оливер (Андре Робинсон; в русском дубляже — Анна Киселёва (1-2 сезоны), Ольга Шорохова (3-5 сезоны), Иван Калинин (6 сезон)) — антропоморфнный щенок. Играет на фортепиано. Ему 10 лет.
- Говард (Майк Бирджилия; В русском дубляже — Иван Калинин) — серый монстр в очках. Он спокойный и умный. Не желает, как и остальные современные монстры вредить детям, как это было принято у его предков. Ему 20-30 лет.
- Пижамка (Наомми Хансен; в русском дубляже — Ольга Шорохова) — говорящая, одушевлённая пижама. Наряду с Ежинкой, лучший друг Оскара. Добрый и любит, когда Оскар уделяет ему своё внимание и носит его на улице. Ему 4 года.
- Месяц (Седрик «Развлекатель»; В русском дубляже — Илья Хвостиков) — говорящая, одушевлённая луна. Освещает ночное небо и чувствует себя одиноким. Знает всё об оборотнях и ночных явлениях. Любит общаться с Оскаром.
- Люси Томпсон (Инди Намет; в русском дубляже — Анна Киселёва (1-2 сезоны), Алёна Созинова (3-6 сезоны)) — антропоморфный трубкозуб. Живёт на Манхэттенне, в результате чего очень находчивая и самостоятельная. Влюблена в Оскара. Является родственницей йети. Ей 9 лет, как и Пеппер
- Рамона (Лесли Никол; в русском дубляже — Анна Киселёва) — антропоморфная овца и лучшая подруга Сьюзи. Живёт в Бруклине, она ведьма, которая живёт в замороженной времени на острове и ухаживает за розовыми малышами времени. Ей больше 400 лет.

## Создание
Автором идеи и главной сценаристкой является Джулия Потт. Она является второй в истории Cartoon Network главной сценаристкой после Ребекки Шугар и её проекта «Вселенная Стивена».
Это также первый телевизионный проект Джулии. На её решение стать сценаристом и мультипликатором повлиял сериал «Время Приключений», Джулия заметила, что впервые увидев сериал, поняла, что также хочет создавать мультфильмы. Идея данного сериала пришла Джулии после её опыта переезда в Нью-Йорк, где Джулии пришлось привыкать в новому окружению. Это чувство она хотела передать и персонажу Оскару, оказавшемуся впервые в волшебном лагере. Волшебные элементы являются отражением фантастических штампов в популярной культуре, от ведьм, йети и единорогов, до монстра под кроватью. Изначально Джулия занималась самостоятельным созданием короткометражных фильмов. После того, как Cartoon Network заинтересовалась работами и согласилась профинансировать создание полноценного сериала, Потт переехала в Лос Анджелес, к её проекту были приставлены Майк Роз и Ник Кросс.
Работа над созданием сериала длилась два года. В это время Потт также оттачивала свои навыки сценаристки и дизайнера принимая участие в работе над сериалом «Время приключений». После завершения выпуска данного сериала, внушительная часть команды создателей «ВП» присоединилась к команде создателей «Остров Летнего Лагеря». Данным факт Джулия назвала «невероятным везением» для своего проекта и заметила, что многие интересные элементы и сюжетные повороты сериала существуют именно благодаря бывшим создателям «ВП». Это также оказало сильное влияние на дальнейшее развитие сценария и дизайн второстепенных персонажей, в которых отчётливо прослеживается влияние стиля «ВП», однако дизайн главных героев и обитателей летнего лагеря, придуманный Джулией с Роуз Блэк и изображённый в пилотной серии оставался почти неизменным. В то время, как Джулия была не довольна стилем пилотных серий, она одновременно не желала изменять общий дизайн сериала до неузнаваемости.
Сами главные герои намеренно противопоставлены друг другу. Оскар — наивный и неуклюжий ребёнок, Ежинка наоборот уверенная в себе и размышляет логично. Джулия заметила, что хотела, чтобы зрители видели в Оскаре себя и легче проникались чувствами к данному герою. По изначальной задумке, Оскар влюбился в Ежинку, но данные чувства были не взаимными, что давало бы сюжету драматическую глубину и должно было выступать главным двигателем сюжета. Однако от данной идеи было решено отказаться. Сценаристы пришли к выводу, что безответная любовь — это плохая мотивация и решили показать, что крепкие дружеские отношение между мальчиком и девочкой — это тоже нормально и существуют без необходимости развивать какие либо романтические отношения. В данной случае также заметно влияние сценаристов из «ВП», где сюжет отводил любовным отношениям незначительное влияние. Тем не менее от идеи безответной любви было решено полностью не отказываться и изобразить в одной из серий безответную любовь инопланетянина к своему королю и как важно открыто выражать свои чувства. Создатели также решили изобразить в сериале однополые отношения и пары, руководствуясь идеей, что некоторые персонажи в независимости от их пола подходят лучше друг другу. Вместе с историей, создатели желали показать детям, как важно честно признаваться в своих чувствах, уважать мнение других и принимать себя таким, каким ты есть. Тем не менее команда желала сохранить баланс и не превращать сериал в обучающее шоу, сохраняя его развлекательный характер.
При наборе актёров озвучивания, создатели намеренно хотели учитывать расовое разнообразие актёров и испытывали с этом трудность, так как большинство людей, желающих озвучивать персонажей были белыми. По этой причине создатели намеренно ввели квоты для не белых актёров.
Придумывая вымышленный мир, Джулия призналась, что хотела в него вместить всё, что ей больше всего в детстве нравилось. Инопланетяне создавались под вдохновением Могваев из фильма «Гремлины», а прообразом для ведьм послужили романы «о Гарри Поттере». Джулия заметила, что хотела создать историю, подобную «Баффи — истребительница вампиров», но для детей, где есть и призраки, и оборотни. Волшебные элементы по мнению Джулии — это аллегория на то, что дети склонны жить в фантазиях и воспринимать окружающий мир волшебным, таким образом давая подсказку, что происходящие в сериале можно рассматривать и как плод богатых фантазий детей. Сьюзи — любимый персонаж Джулии. Со стороны она кажется злодейкой, а на деле это анти-герой. Джулия заметила, что намерена лучше раскрыть данного персонажа и объяснить причину её негативного характера и отношение к остальным героям.

## Восприятие
Редакция AV/TV CLUB назвала анимацию сериала потрясающей, а саму историю обязательную к просмотру особенно для поклонников таких сюрреалистичных сериалов, как «Время приключений». Похожее заметила и редакция The New York Times, заметив, что люди, опечаленные закрытием «Вп» должны обязательно посмотреть про «Остров летнего лагеря»
Шамус Келли с сайта Den of Geek назвал Остров летнего лагеря лёгкой комедией, которая позволит зрителю забыть о своих проблемах. Она отличается от большинства современных мультисериалов, которые наоборот завлекают своих зрителей длинными сюжетами и ярким юмором. Идея очарованного острова, где все вещи ожили хоть и звучит жутко, но это всё реализовано довольно мило. Сериал не рассказывает глобальные истории, а позволяет наслаждаться небольшими моментами.
Редакция Commonsensmedia заметила, что сериал продвигает ценности правильных отношений, достоверно изображает мотивы и эмоциональные связи персонажей. Сам сериал будет полезен для просмотра детям. «История летнего лагеря» — это прежде всего расслабляющая история, но всё же призванная найти отклик в сердцах своих зрителей. 

### Награды
| Год  | Премия                                      | Категория                                            | Номинант(ка)                 | Результат |
| ---- | ------------------------------------------- | ---------------------------------------------------- | ---------------------------- | --------- |
| 2016 | Американский институт киноискусства         | Короткометражная анимация, удостоенная внимания жюри | Джулия Потт (пилотная серия) | Победа    |
| 2016 | Американский институт киноискусства         | Короткометражный фильм                               | Джулия Потт (пилотная серия) | Номинация |
| 2017 | Кино-фестиваль Флориды                      | Best Short Film                                      | Джулия Потт (пилотная серия) | Победа    |
| 2017 | Международный кинофестиваль Провинстауна    | Лучший анимационный ролик                            | Джулия Потт (пилотная серия) | Победа    |
| 2017 | Международный кинофестиваль в Сан-Франциско | Лучший семейный фильм                                | Джулия Потт (пилотная серия) | Победа    |
| 2017 | Международный кинофестиваль в Сан-Франциско | Лучший анимационный ролик                            | Джулия Потт (пилотная серия) | Номинация |
| 2017 | Кинофестиваль «Сандэнс»                     | Н/Д                                                  | Джулия Потт (пилотная серия) | Номинация |
| 2017 | South by Southwest                          | Короткометражная анимация                            | Джулия Потт (пилотная серия) | Номинация |